# Шкляров Володимир Андрійович
Володимир Андрійович Шкляров (рос. Владимир Андреевич Шкляров; 9 лютого 1985, Ленінград — 16 листопада 2024, Санкт-Петербург) — артист балету, прем'єр Маріїнського театру з 2011. Заслужений артист Російської Федерації (2020).

## Життєпис
Закінчив Академію російського балету ім. Горпини Ваганової за класом педагога Віталія Афанаскова 2003 року, після чого був прийнятий до балетної трупи Маріїнського театру.
2009 року завоював І премію та золоту медаль Міжнародного конкурсу артистів балету у Москві.
2011 року отримав статус прем'єра театру. У репертуарі артиста – класичні балети та сучасна хореографія.
У сезоні 2016/17 був прем'єром Баварського державного балету, з 2017 року – запрошений прем'єр трупи.
Колишній чоловік балерини Марії Ширінкіної, першої солістки Маріїнського театру. Син Олексій та дочка Олександра.
За кілька днів після початку бойових дій на території України у 2022 році висловився в Instagram: «Я проти війни в Україні! Я за людей, за мирне небо над вашими головами. Політики повинні вміти вести перемовини, не стріляючи й не вбиваючи мирних жителів, для цього їм дали мову та голову. Мій дід, Анатолій Філімонович, закінчив школу в Україні із золотою медаллю, прабабуся Соня все життя прожила в Києві. На все, що сьогодні відбувається, неможливо дивитися без сліз…». Проте неодноразово виступав в окупованому Криму, зокрема після 24 лютого 2022 року.
Загинув 16 листопада 2024 на 40-му році життя.

## Нагороди
- 2009 — Приз студентського конкурсу АРБ ім. Ваганової Vaganova Prix, I премії та золотої медалі Міжнародного конкурсу артистів балету та хореографів у Москві (2009)
- Нагорода журналу «Балет»
- 2014 — Нагорода танцювального фестивалю Dance Open[4]
- 2020, 11 березня — Заслужений артист Російської Федерації – за великий внесок у розвиток вітчизняної культури та мистецтва, багаторічну плідну діяльність[14]